# Temporada 1942-1943 del FC Barcelona
Les dades més destacades de la temporada 1942-1943 del Futbol Club Barcelona són les següents:

## Plantilla
Fonts:
|     |                     |      | Total | Total | Campionat de Lliga | Campionat de Lliga | Copa del Generalíssim | Copa del Generalíssim |
| P   | Jugador             | País | PT    | Gols  | PT                 | Gols               | PT                    | Gols                  |
| --- | ------------------- | ---- | ----- | ----- | ------------------ | ------------------ | --------------------- | --------------------- |
| POR | Lluís Miró          |      | 27    | -51   | 19                 | -31                | 8                     | -20                   |
| POR | Ferran Argila       |      | 6     | -15   | 6                  | -15                |                       |                       |
| POR | Vicenç Font         |      | 1     | -4    | 1                  | -4                 |                       |                       |
| DEF | Benito García       |      | 24    |       | 16                 |                    | 8                     |                       |
| DEF | Josep Puig "Curta"  |      | 23    |       | 15                 |                    | 8                     |                       |
| DEF | Luis Zabala         |      | 14    |       | 14                 |                    |                       |                       |
| DEF | Antoni Montserrat   |      | 5     |       | 5                  |                    |                       |                       |
| DEF | Cristóbal Ceballos  |      | 2     |       | 2                  |                    |                       |                       |
| MIG | Manel Rosalén       |      | 34    |       | 26                 |                    | 8                     |                       |
| MIG | Josep Raich         |      | 32    | 1     | 24                 | 1                  | 8                     |                       |
| MIG | Vicente Sierra      |      | 23    | 1     | 19                 | 1                  | 4                     |                       |
| MIG | Francesc Calvet     |      | 10    |       | 6                  |                    | 4                     |                       |
| MIG | Antoni Franco       |      | 2     |       | 2                  |                    |                       |                       |
| MIG | Marià Gonzalvo      |      | 1     |       | 1                  |                    |                       |                       |
| DAV | Mariano Martín      |      | 31    | 42    | 23                 | 30                 | 8                     | 12                    |
| DAV | César Rodríguez     |      | 31    | 16    | 23                 | 13                 | 8                     | 3                     |
| DAV | José Valle          |      | 24    | 16    | 16                 | 7                  | 8                     | 9                     |
| DAV | Josep Escolà        |      | 22    | 14    | 15                 | 8                  | 7                     | 6                     |
| DAV | Jaume Sospedra      |      | 22    | 6     | 17                 | 5                  | 5                     | 1                     |
| DAV | José Bravo          |      | 21    | 10    | 18                 | 8                  | 3                     | 2                     |
| DAV | Domènec Balmanya    |      | 8     |       | 8                  |                    |                       |                       |
| DAV | Francesc Betancourt |      | 7     | 1     | 6                  | 1                  | 1                     |                       |
| DAV | Antoni Gràcia       |      | 4     |       | 4                  |                    |                       |                       |
| DAV | Josep Serratusell   |      | 0     |       |                    |                    |                       |                       |
| DAV | Máximo Aylagas      |      | 0     |       |                    |                    |                       |                       |
| DAV | Salvador Galvany    |      | 0     |       |                    |                    |                       |                       |

## Classificació
| Competició            | Pos. | P  | PG | PE | PP | GF | GC | Campió                  |
| --------------------- | ---- | -- | -- | -- | -- | -- | -- | ----------------------- |
| Campionat de Lliga    | 3r   | 26 | 14 | 4  | 8  | 77 | 50 | Club Atlético de Bilbao |
| Copa del Generalíssim | SF   | 8  | 7  | 0  | 1  | 33 | 20 | Club Atlético de Bilbao |

## Resultats
| AMISTOSOS                                                          |
| ------------------------------------------------------------------ |
| 15-08-42 GRACIA - BARCELONA 5-6                                    |
| 30-08-42 FESTA MAJOR. GRANOLLERS - BARCELONA 4-2                   |
| 30-08-42 VILAFRANCA - BARCELONA 2-1                                |
| 07-09-42 TORTOSA - BARCELONA 1-3                                   |
| 08-09-42 BARCELONA - ZARAGOZA 2-1                                  |
| 08-09-42 TORTOSA - BARCELONA 4-7                                   |
| 12-09-42 JUPITER - BARCELONA 1-2                                   |
| 13-09-42 GIRONA - BARCELONA 5-3                                    |
| 20-09-42 BARCELONA - ATHLETIC BILBAO 2-2                           |
| 23-09-42 ATLETICO AVIACION - BARCELONA 2-2                         |
| 24-09-42 GIMNASTIC - BARCELONA 4-1                                 |
| 18-10-42 ULLDECONA - BARCELONA 0-9                                 |
| 21-11-42 Campeonato de RESERVAS. ESPANYOL - BARCELONA 2-2          |
| 22-11-42 BARCELONA - SANTS¹                                        |
| 29-11-42 Campeonato de RESERVAS. BARCELONA - GIRONA 10-0           |
| 06-12-42 Campeonato de RESERVAS. TERRASSA - BARCELONA 4-2          |
| 08-12-42 BARCELONA - REAL SOCIEDAD 0-1                             |
| 20-12-42 Campeonato de RESERVAS. SABADELL - BARCELONA 2-1          |
| 25-12-42 BARCELONA - GRANOLLERS 7-1                                |
| 01-01-43 - Campeonato de RESERVAS. BARCELONA - ESPANYOL 1-0        |
| 03-01-43 BARCELONA - SABADELL 6-0                                  |
| 06-01-43 GIRONA - BARCELONA 5-6                                    |
| 09-01-43 BARCELONA - TERRASSA 8-1                                  |
| 17-01-43 TORNEIG de PROMOCIO a GRUP A². MARTINENC - BARCELONA 2-1  |
| 24-01-43 TORNEIG de PROMOCIO a GRUP A. BARCELONA - REUS 6-1        |
| 26-01-43 EUROPA - BARCELONA 1-2                                    |
| 31-01-43 TORNEIG de PROMOCIO a GRUP A. MANRESA - BARCELONA 2-1     |
| 07-02-43 TORNEIG de PROMOCIO a GRUP A. BARCELONA - ESPANYOL 6-1    |
| 14-02-43 TORNEIG de PROMOCIO a GRUP A. MATARO - BARCELONA 5-4      |
| 21-02-43 TORNEIG de PROMOCIO a GRUP A. BARCELONA - GRACIA 13-2     |
| 28-02-43 TORNEIG de PROMOCIO a GRUP A. SANT ANDREU - BARCELONA 1-5 |
| 07-03-43 TORNEIG de PROMOCIO a GRUP A. BARCELONA - FIGUERES 10-3   |
| 14-03-43 TORNEIG de PROMOCIO a GRUP A. LLEIDA - BARCELONA 3-3      |
| 19-03-43 TORNEIG de PROMOCIO a GRUP A. BADALONA - BARCELONA 4-6    |
| 21-03-43 TORNEIG de PROMOCIO a GRUP A. HORTA - BARCELONA 3-4       |
| 01-04-43 TORNEIG de PROMOCIO a GRUP A. SANTS - BARCELONA 1-3       |
| 04-04-43 TORNEIG de PROMOCIO a GRUP A. EUROPA - BARCELONA 2-2      |
| 11-04-43 TORNEIG de PROMOCIO a GRUP A. BARCELONA - MARTINENC 4-2   |
| 15-04-43 BARCELONA - ATHLETIC 7-0                                  |
| 18-04-43 TORNEIG de PROMOCIO a GRUP A. REUS - BARCELONA 1-1        |
| 25-04-43 TORNEIG de PROMOCIO a GRUP A. BARCELONA - MANRESA 5-1     |
| 26-04-43 BARCELONA - OSASUNA 1-1                                   |
| 02-05-43 TORNEIG de PROMOCIO a GRUP A. BARCELONA - ESPANYOL suspes |
| 09-05-43 TORNEIG de PROMOCIO a GRUP A. BARCELONA - MATARO 8-1      |
| 16-05-43 TORNEIG de PROMOCIO a GRUP A. GRACIA - BARCELONA 1-6      |
| 23-05-43 TORNEIG de PROMOCIO a GRUP A. BARCELONA - SANT ANDREU 2-4 |
| 30-05-43 TORNEIG de PROMOCIO a GRUP A. FIGUERES - BARCELONA 2-2    |
| 03-06-43 TORNEIG de PROMOCIO a GRUP A. BARCELONA - LLEIDA 2-2      |
| 06-06-43 TORNEIG de PROMOCIO a GRUP A. BARCELONA - BADALONA 8-2    |
| 13-06-43 TORNEIG de PROMOCIO a GRUP A. BARCELONA - HORTA suspes    |
| 14-06-43 BARCELONA - SABADELL 4-2                                  |
| 20-06-43 TORNEIG de PROMOCIO a GRUP A. BARCELONA - SANTS 4-2       |
| 27-06-43 TORNEIG de PROMOCIO a GRUP A. EUROPA - BARCELONA 2-3      |
| 29-06-43 CASTELLON - BARCELONA 3-3                                 |

1 Nota: Hay constáncia (cuadro própio, de la: U.D. de Sants), de que el: 22-11-1942, se debería jugar un Partido Amistoso, entre los Reservas del Sants y Barça. No se ha encontrado la reseña d'ese partido y no se sabe a ciencia cierta, si se llegó a jugar.
2 El Barça i l'Espanyol juguen aquesta competició amb caràcter amistós, sense puntuació.
| Campionat de Lliga |

| 27 setembre 1942 | Reial Madrid CF           | 3 - 0 | CF Barcelona | Chamartín de la Rosa                      |  |
| Jornada 1        | Arbiza 7' 89' · Alsúa 52' |       |              | Estadi de Chamartín · Fombona Fernández · |  |

| 4 octubre 1942 | CF Barcelona        | 1 - 2 | València CF           | Barcelona                                  |  |
| Jornada 2      | Juan Ramón (pp) 11' |       | Igoa 57' · Asensi 67' | Camp de les Corts · Iturralde Gorostiaga · |  |

| 11 octubre 1942 | CF Barcelona | 1 - 1 | RC Deportivo de la Corunya | Barcelona                      |  |
| Jornada 3       | Martín 72'   |       | Paquirri 37'               | Camp de les Corts · Gojenuri · |  |

| 18 octubre 1942 | Zaragoza CF | 1 - 1 | CF Barcelona | Saragossa                     |  |
| Jornada 4       | Sauer 58'   |       | Valle 66'    | Estadio de Torrero · Orduña · |  |

| 25 octubre 1942 | CF Barcelona                   | 4 - 1 | Real Betis Balompié | Barcelona                    |  |
| Jornada 5       | César 10' 88' · Martín 29' 39' |       | Díaz 53'            | Camp de les Corts · Torres · |  |

| 1 novembre 1942 | CE Castelló | 0 - 2 | CF Barcelona              | Castelló de la Plana                    |  |
| Jornada 6       |             |       | Sospedra 12' · Martín 65' | Estadi del Sequiol · Martínez Íñiguez · |  |

| 8 novembre 1942 | CF Barcelona                                                          | 8 - 0 | RC Celta de Vigo | Barcelona                                         |  |
| Jornada 7       | Valle 7' 9' 84' · Trujillo (pp) 53' · Martín 24' 76' · Escolà 27' 58' |       |                  | Camp de les Corts · Tamarit Falguera (València) · |  |

| 15 novembre 1942 | Club Atlético Aviación           | 4 - 0 | CF Barcelona | Vallecas                                  |  |
| Jornada 8        | Adrover 16' 46' · Campos 69' 88' |       |              | Estadio de Vallecas · Fombona Fernández · |  |

| 22 novembre 1942 | CF Barcelona            | 2 - 0 | RCD Espanyol | Barcelona                                     |  |
| Jornada 9        | Martín 23' · Escolà 75' |       |              | Camp de les Corts · Escartín Morán (Madrid) · |  |

| 29 novembre 1942 | Real Oviedo CF                     | 3 - 2 | CF Barcelona          | Oviedo                          |  |
| Jornada 10       | Anton 15' · Pedrín 50' · Goyín 87' |       | Valle 64' · Raich 69' | Estadio de Buenavista · Ocaña · |  |

| 11 gener 1942 | CF Barcelona | 1 - 3 | Club Atlético de Bilbao              | Barcelona                    |  |
| Jornada 11    | Martín 66'   |       | Arqueta 15' · Duque 45' · Gainza 70' | Camp de les Corts · Orduña · |  |

| 13 desembre 1942 | Sevilla CF                         | 4 - 2 | CF Barcelona  | Sevilla                        |  |
| Jornada 12       | Campanal 10' 38' 42' · Eguiluz 22' |       | César 34' 70' | Estadio de Nervión · Munguia · |  |

| 27 desembre 1942 | CF Barcelona                                       | 5 - 2 | Granada CF              | Barcelona                     |  |
| Jornada 13       | Martín 30' 53' 54' · Betancourt 56' · Sospedra 88' |       | Trompi 61' · Sierra 84' | Camp de les Corts · La Riva · |  |

| 10 gener 1943 | CF Barcelona                                | 5 - 5 | Reial Madrid CF                                         | Barcelona                               |  |
| Jornada 14    | Martín 25' 40' · Escolà 31' · Valle 32' 62' |       | Alonso 10' · Alday 27' 41' · Botella 74' · Mardones 87' | Camp de les Corts · Fombona Fernández · |  |

| 17 gener 1943 | València CF             | 2 - 4 | CF Barcelona                           | València                                       |  |
| Jornada 15    | Epi 18' · Gorostiza 51' |       | Bravo 53' · Martín 62' 63' · César 77' | Estadi de Mestalla · Escartín Morán (Madrid) · |  |

| 24 gener 1943 | RC Deportivo de la Corunya | 2 - 2 | CF Barcelona   | La Corunya                                      |  |
| Jornada 16    | Chacho 64' 70'             |       | Escolà 23' 83' | Estadi Municipal de Riazor · Melcon Bartolome · |  |

| 31 gener 1943 | CF Barcelona                   | 4 - 1 | Zaragoza CD | Barcelona                    |  |
| Jornada 17    | Martín 53' 70' · Bravo 65' 66' |       | Rey 40'     | Camp de les Corts · Orduña · |  |

| 7 febrer 1943 | Real Betis Balompié | 0 - 2 | CF Barcelona          | Sevilla                              |  |
| Jornada 18    |                     |       | Bravo 22' · César 75' | Estadio Heliópolis · González Díaz · |  |

| 14 febrer 1943 | CF Barcelona                                                   | 7 - 1 | CE Castelló | Barcelona                                  |  |
| Jornada 19     | Martín 2' 27' 33' · Escolà 16' · Rodríguez 17' · Bravo 80' 89' |       | Nieto 44'   | Camp de les Corts · Iturralde Gorostiaga · |  |

| 21 febrer 1943 | RC Celta de Vigo                          | 4 - 2 | CF Barcelona              | Vigo                                        |  |
| Jornada 20     | Del Pino 33' 57' · Agustín 45' · Roig 66' |       | Martín 55' · Sospedra 68' | Estadi de Balaídos · De Mazagatos Vicario · |  |

| 28 febrer 1943 | CF Barcelona                                                           | 5 - 0 | Club Atlético Aviación | Barcelona                               |  |
| Jornada 21     | Rodríguez 6' · Martín 17' · Jimeno (pp) 25' · Sospedra 49' · Bravo 61' |       |                        | Camp de les Corts · Fombona Fernández · |  |

| 7 març 1943 | RCD Espanyol | 1 - 3 | CF Barcelona                       | Barcelona                              |  |
| Jornada 22  | Juncosa 70'  |       | Bravo 5' · Martín 53' · Escolà 72' | Estadi de Sarrià · Fombona Fernández · |  |

| 14 març 1943 | CF Barcelona                                          | 6 - 2 | Real Oviedo CF                  | Barcelona                      |  |
| Jornada 23   | Martín 18' 21' 88' · Rodríguez 53' 64' · Sospedra 57' |       | Herrerita 49' · Benito (pp) 71' | Camp de les Corts · Ferragut · |  |

| 21 març 1943 | Club Atlético de Bilbao                     | 5 - 2 | CF Barcelona            | Bilbao                                              |  |
| Jornada 24   | Zarra 15' 41' 55' · Panizo 76' · Gainza 82' |       | Martín 22' · Sierra 69' | Estadi de San Mamés · Tamarit Falguera (València) · |  |

| 28 març 1943 | CF Barcelona                   | 3 - 1 | Sevilla CF  | Barcelona                              |  |
| Jornada 25   | Rodríguez 30' 71' · Martín 33' |       | Herrera 85' | Camp de les Corts · Melcon Bartolome · |  |

| 4 abril 1943 | Granada CF           | 2 - 3 | CF Barcelona                   | Granada                                       |  |
| Jornada 26   | Marín 11' · Sosa 44' |       | Rodríguez 17' · Martín 22' 80' | Estadio de los Carmenes · Fombona Fernández · |  |

| Copa del Generalíssim |

| 25 abril 1943            | Llevant UE           | 2 - 3 | CF Barcelona              | València             |  |
| Setzens de final - anada | Dolz 57' · Moltó 72' |       | Rodríguez 7' · Martín 26' | Estadi de Mestalla · |  |

| 2 maig 1943                | CF Barcelona                                                   | 8 - 1 | Llevant UE | Barcelona                    |  |
| Setzens de final - tornada | Escolà 2' · Bravo 14' 30' · Martín 44' 57' 59' 61' · Valle 47' |       | Moltó 32'  | Camp de les Corts · Llopis · |  |

| 9 maig 1943              | RC Celta de Vigo | 1 - 5 | CF Barcelona                            | Vigo                                           |  |
| Vuitens de final - anada | Venancio 64'     |       | Valle 18' · Martín 49' 88' · Escolà 86' | Estadi de Balaídos · Escartín Morán (Madrid) · |  |

| 16 maig 1943               | CF Barcelona                           | 4 - 1 | RC Celta de Vigo | Barcelona           |  |
| Vuitens de final - tornada | Valle 13' 74' · Escolà 47' · César 65' |       | Mundo 73'        | Camp de les Corts · |  |

| 23 maig 1943            | CF Barcelona                               | 5 - 2 | SD Ceuta              | Barcelona           |  |
| Quarts de final - anada | Valle 1' 10' 87' · Escolà 32' · Martín 43' |       | Tavilo 3' · Arnau 48' | Camp de les Corts · |  |

| 30 maig 1943              | SD Ceuta             | 2 - 4 | CF Barcelona                            | Ceuta                                    |  |
| Quarts de final - tornada | Morlas 2' · Abad 62' |       | Martín 35' 70' · Escolà 37' · César 80' | Estadio Jadu · Escartín Morán (Madrid) · |  |

| 6 juny 1943        | CF Barcelona              | 3 - 0 | Reial Madrid CF | Barcelona           |  |
| Semifinals - anada | Valle · Escolà · Sospedra |       |                 | Camp de les Corts · |  |

| 13 juny 1943         | Reial Madrid CF                                                                         | 11 - 1 | CF Barcelona | Chamartín de la Rosa                                    |  |
| Semifinals - tornada | Pruden 5' 32' 35' · Barinaga 30' 42' 44' 87' · Alonso 37' 74' · Alsúa 39' · Botella 85' |        | Martín 89'   | Estadio de Chamartín · 15.000 espectadors · Rodríguez · |  |